# Grande Tijuca

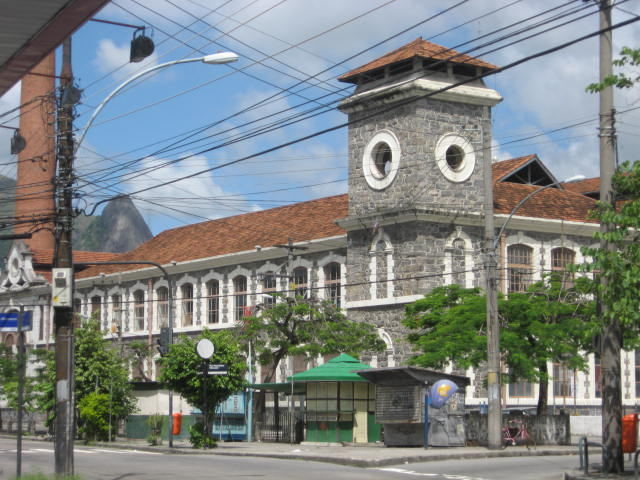
Hipermercado Extra, na antiga Fábrica Confiança, em Aldeia Campista

Grande Tijuca é uma das sete subprefeituras nas quais se subadministra o município do Rio de Janeiro.  A subprefeitura administra as regiões administrativas de Tijuca e Vila Isabel, que englobam todos os seus bairros.
A região possui uma localização privilegiada, entre a Serra do Engenho Novo, a norte, a Floresta da Tijuca, a oeste, a Zona Sul do Rio de Janeiro, ao sul, e a Zona Central da cidade, a leste; assim, compreende a maior renda financeira da região, e possui um dos melhores IDH's do município.
Nessa região, destacam-se: a Gávea Pequena, tradicional residência do prefeito; a Vila Mimosa, a zona da cidade; o Estádio do Maracanã, o principal estádio de futebol da cidade; o Cristo Redentor, monumento conhecido mundialmente. 

## História
A Grande Tijuca já foi considerado como sendo uma freguesia (conjunto de bairros) que no passado era chamada de Engenho Velho.
Em 1759, por determinação da Corte Portuguesa, os jesuítas da Companhia de Jesus foram expulsos do Brasil e suas terras desmembradas. No Rio de Janeiro, essa região correspondia aos atuais bairros da Alto da Boa Vista, Andaraí, Grajaú, Maracanã, Praça da Bandeira, Tijuca e Vila Isabel.

### Programa de Controle de Enchentes da Grande Tijuca

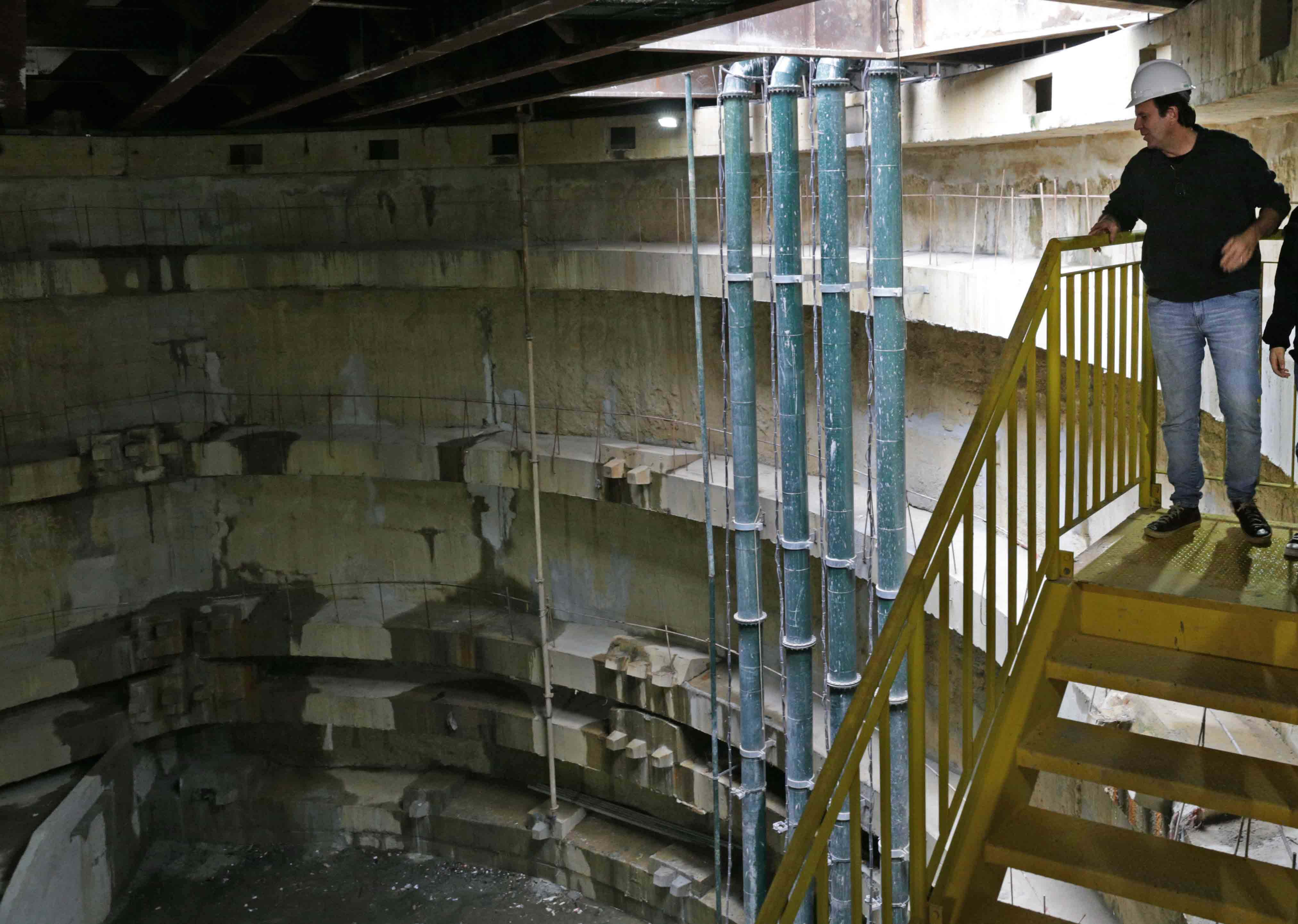
Interior do reservatório de águas pluviais da Praça Varnhagen, feito no âmbito do Programa de Controle de Enchentes da Grande Tijuca.

Com o objetivo de reduzir o risco de inundações nos bairros da Grande Tijuca durante fortes chuvas, foi implementado pela Prefeitura da Cidade do Rio de Janeiro, durante os mandatos dos prefeitos Eduardo Paes e Marcelo Crivella, o Programa de Controle de Enchentes da Grande Tijuca. No âmbito do referido programa, foram feitos cinco reservatórios de águas pluviais, popularmente conhecidos como "piscinões", sendo três sob a Praça Niterói, um sob a Praça da Bandeira e o outro sob a Praça Varnhagen. A construção destes reservatórios foi a solução técnica encontrada pela prefeitura para receber a água das chuvas da região da Grande Tijuca, servindo para amortecer os grandes volumes em momentos de pico. A água armazenada nos "piscinões" é liberada de forma controlada por bombeamento para rede de drenagem local, evitando assim enchentes e alagamentos nas ruas da região. A Fundação Rio-Águas é responsável pela operação dos cinco reservatórios, que juntos têm a capacidade de armazenar até 119 milhões de litros de água de chuva.
Além dos reservatórios, também integrou o Programa de Controle de Enchentes da Grande Tijuca o desvio de parte do curso do Rio Joana. A obra, concluída em 2019, permitiu que parte das águas do rio passasse a desaguar diretamente na Baía de Guanabara, evitando tanto a sobrecarga da bacia do Canal do Mangue quanto enchentes na região da Praça da Bandeira. O desvio possui 3.412 metros, sendo 2.400 metros de túnel e 1.012 metros de galeria.